# 파인드 어 그레이브

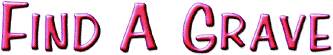
파인드 어 그레이브 로고(1995-2018)

파인드 어 그레이브(Find a Grave)는 시멘트리 레코드의 온라인 데이터베이스로의 자유로운 접근 및 입력을 제공하는 상용 웹사이트이다. 1998년에 DBA로 설립되었다가 2000년에 통합되었다.

## 역사
이 사이트는 1995년 솔트레이크 시티의 거주자 짐 팁튼이 그의 장례지 방문 취미를 지원하기 위해 만들었다.
나중에 그는 온라인 포럼을 추가하였다.
파인드 어 그레이브는 1998년에 상업화하여 2000년에 법인체를 설립하였다.